# Grand brochet
Cet article possède un paronyme, voir Brochet (homonymie).
Esox lucius
Espèce
Statut de conservation UICN

 LC  : Préoccupation mineure
Le brochet ou grand brochet (Esox lucius) est une espèce de poissons prédateurs de l'ordre des Esociformes, commune dans les eaux douces et saumâtres de l'hémisphère nord (répartition holarctique).

## Origine du nom et surnoms

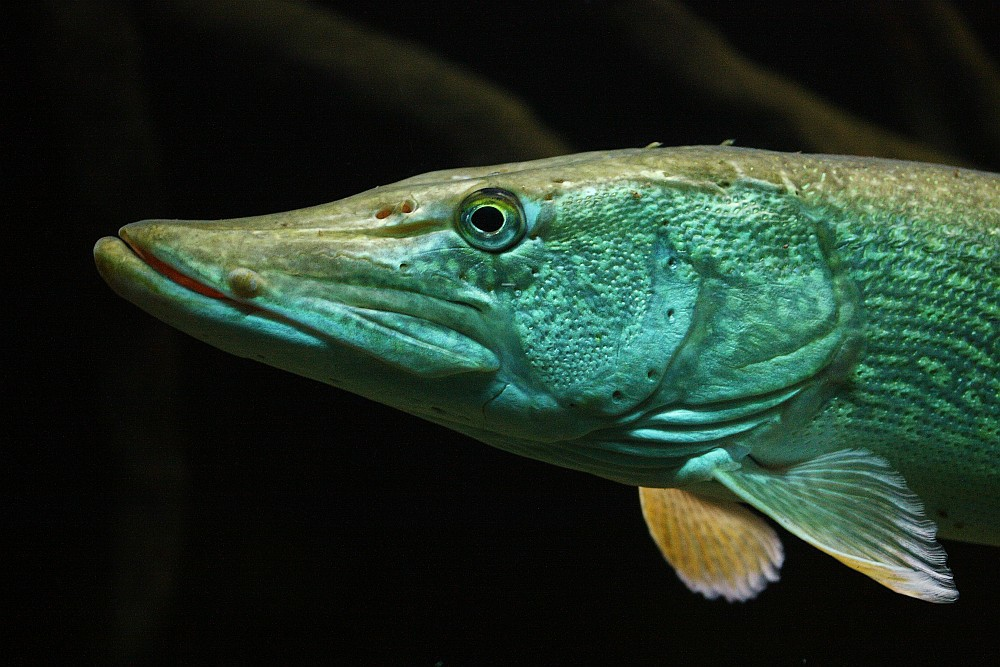
Détail de la tête d'un brochet.

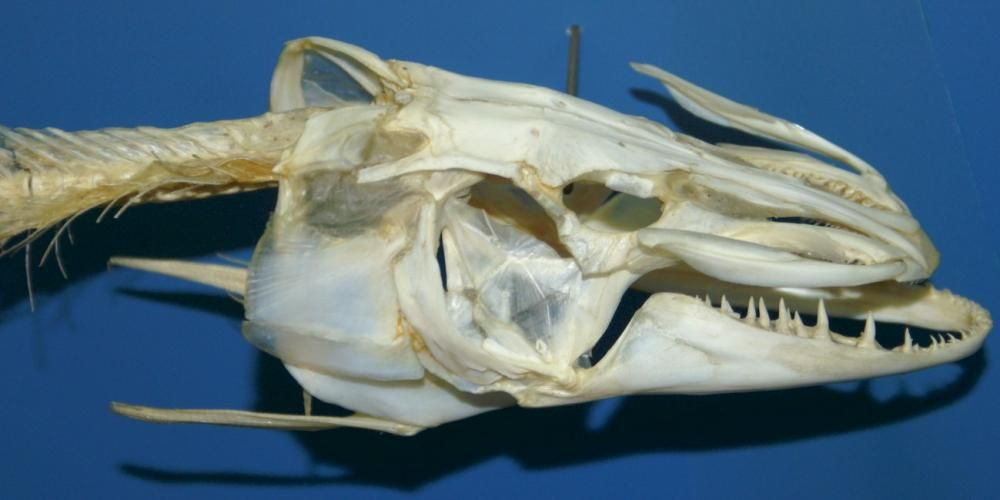
Squelette de la tête d'un Grand brochet, avec mâchoires à large ouverture et dents typiques d'un poisson prédateur.

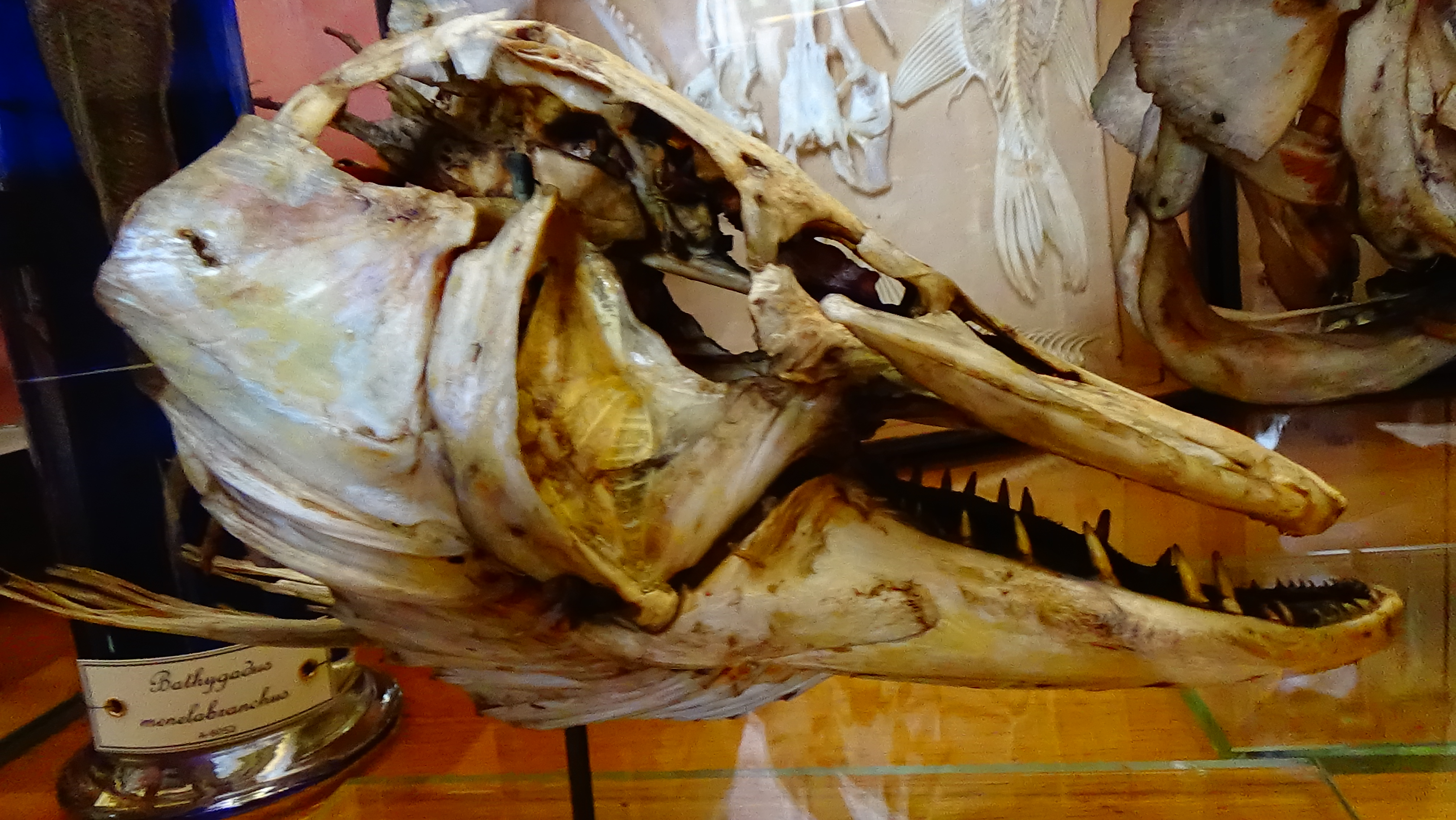
Squelette de grand brochet conservé au Muséum national d'histoire naturelle à Paris.

Le mot brochet est issu du français broche car le museau pointu et le corps allongé de cet animal rappellent la forme de l'ustensile de cuisine.
Le brochet est affublé de nombreux surnoms : broc, bec, bec-de-canard, bec de canne, gros bec, béquet, brocheton, brochette, brouché, buché, filaton, flute, goulu, grand-bec, grand-gousier,le roi de la rivière, lanceron, lançon, luceau, pognan, pogneau, poignard, sifflet, gobe poisson, fusil, requin de rivière ou d'eau douce.

## Description

Détail des flancs de deux brochets d'environ 1 m, capturés dans la même baie de la mer Baltique (environs de Helsinki en Finlande).

Le brochet est un poisson fusiforme, dont les flancs de couleur verdâtre ou jaunâtre vers le dos deviennent blancs vers le ventre. Les nageoires sont de couleur rouge-orange et portent des rayures sombres.
Sa taille à l'âge adulte varie de 30 à 150 cm et son poids entre 2 et 10 kg. Cependant des individus de plus de 130 cm et de plus de 30 kg existent mais sont moins fréquents (ce sont généralement des femelles). L'actuel record du plus gros brochet homologué par la Confédération internationale de la pêche sportive est un spécimen de 147 cm (58 cm de tour de ventre) pour 31 kg, capturé en 1983 en Allemagne, surnommé Hecht (brochet en allemand). Le plus grand brochet jamais mesuré et confirmé (152 cm de long, 60 cm de tour de ventre, 28 kg) fut capturé et relâché en mai 2004 dans le lac Apisko, Manitoba (Canada). Quelques écrits datés de la fin du XIXe siècle rapportent également la capture au filet de brochets géants (173–175 cm de long, 67–68 cm de large pour 41-42 kg) en Irlande, écrits dont la véracité est douteuse faute de preuves matérielles et parce qu'aucun brochet géant n'a été capturé depuis (soit plus de 50 ans).
Les jeunes brochets ont des bandes jaunes le long du corps qui, plus tard, se divisent en pointillés clairs.
Les patrons de couleurs sur les flancs varient d'un individu à l'autre mais il n'a pour l'instant pas été établi de lien clair avec son milieu de vie. En Italie, Esox cisalpinus fut longtemps considéré comme une variation de couleur du grand brochet, mais a été reconnu comme une espèce à part entière en 2011.
Ce poisson a environ 500 dents.
Chez le grand brochet, 5 pores sensoriels sont visibles sous ses mandibules inférieures  contre 6 à 9 chez le maskinongé et 4 pores chez le brochet maillé. Seule la partie supérieure des opercules est écaillée tandis que la totalité de celles du brochet maillé est recouverte d'écailles.
Un hybride entre le grand brochet et le maskinongé est parfois observé là où les deux espèces co-existent. Sa livrée rappelle celle du maskinongé mais certains traits (forme de la queue notamment) sont intermédiaires. Certains de ces hybrides ont été introduits à d'autres endroits pour la pêche sportive. Il est probable que le grand brochet s'hybride également naturellement aussi avec le brochet maillé[réf. nécessaire].

## Répartition
Le Grand brochet fait partie des poissons d'eau douce ayant la plus vaste répartition naturelle au monde, comme l'omble chevalier, l'épinoche et l'épinochette. On le rencontre dans la majorité des régions tempérées et froides de l'hémisphère nord : en Europe, dans le nord de l'Asie et en Amérique du Nord. C'est un poisson plutôt nordique que l'on trouve dans les nombreux lacs et les vastes marais de la taïga arctique, dans presque l'ensemble de la Russie et du Canada, allant dans certaines régions jusqu'à la toundra. En Europe il est naturellement présent au sud jusqu'en Grèce et dans le sud-est de la France, sous climat méditerranéen. On le trouve aussi dans le nord de l'Iran (régions côtières de la mer Caspienne) et en Asie centrale. Aux États-Unis il est présent naturellement des Grands Lacs jusqu'en Arkansas et au nord du Mississippi, ainsi qu'en Alaska.
Il a aussi été largement introduit en dehors de son aire d'origine, par exemple au Maroc par les Français au début du XXe siècle, dans les lacs d'Aguelmame Aziza et d'Aguelmame Sidi Ali.

## Habitat

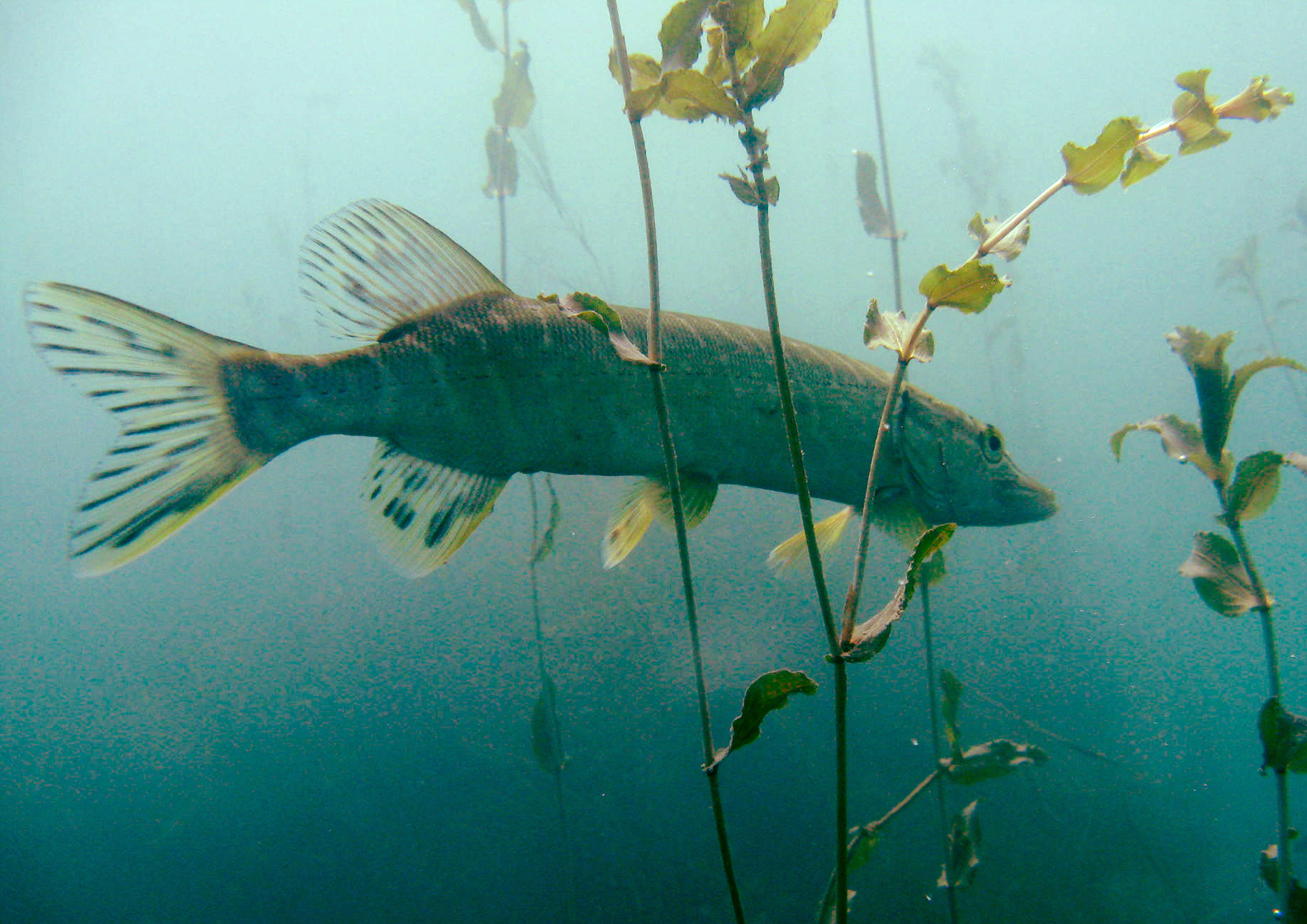
Brochet dans une gravière d'Alsace.

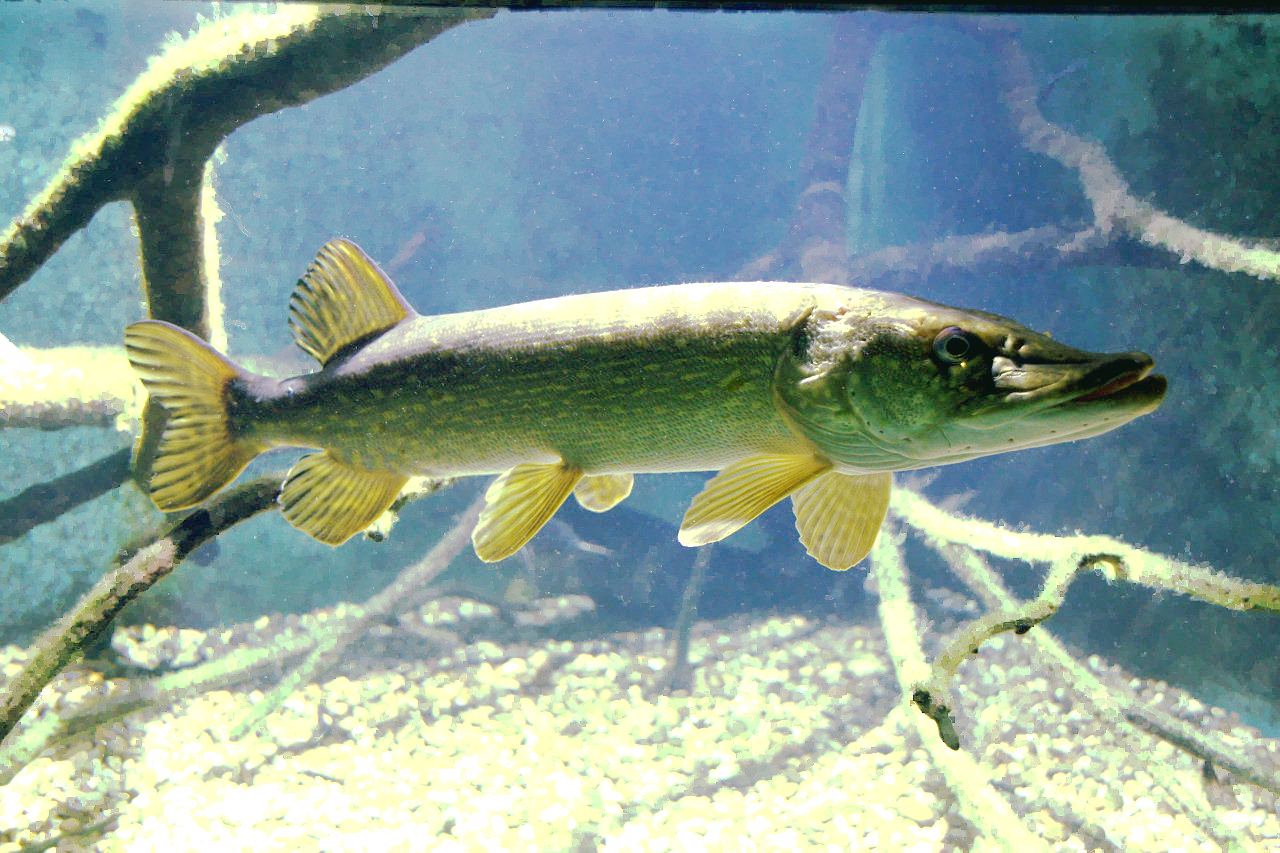
Brochet à l'affût dans les branches d'un arbre mort.

Contrairement au sandre qui préfère les fonds des lacs, le brochet occupe principalement la première moitié de la colonne d'eau. Adulte, il affectionne les écosystèmes lentiques (rivières à courant lent, bras morts, fleuves, étangs et lacs riches en végétation). Ainsi, une étude canadienne a montré que sa présence était  « directement corrélée avec la présence de barrages de castor ».
Le brochet est aussi commun en eaux saumâtres. C'est notamment le cas dans certaines régions de la mer Baltique, surtout à l'est, où la salinité est moindre et où une couche d'eau douce de plusieurs mètres surnage à l'eau salée. Les brochets vivent principalement dans cette couche d'eau douce, et font des intrusions fréquentes dans la couche salée pour s'y nourrir. Les brochets peuvent y atteindre de grandes tailles et les individus dépassant le mètre y sont très fréquents.
Dans certaines régions du monde peuplées et industrialisées, l'habitat du brochet tend souvent à se dégrader, ou a été très dégradé. S'il peut profiter d'anciennes gravières ou carrières inondées qui lui offrent des habitats de substitution, son biotope naturel est le plus souvent négativement affecté par les activités humaines (pollution de l'eau, pêche abusive, drainage ou comblement de nombreuses zones inondables, eutrophisation, turbidité accrue, artificialisation des berges, pompages excessifs d'eau, etc.). En particulier, les prairies inondables propices à sa reproduction et de nombreux milieux peu profonds servant de nourriceries ont fréquemment disparu , selon certaines études la dégradation des nourriceries aurait un impact encore plus négatif pour l'espèce que la dégradation ou régression des zones de fraie. Ceci explique la régression de l'espèce dans une grande partie de ses habitats potentiels. Une autre étude a porté sur les effets du manque d'habitats de fraie, le manque de nourriceries pour les alevins et le manque d'habitats pour les jeunes brochets. Les auteurs ont dans ce cas conclu que contrairement à une idée répandue, c'est la disponibilité en aire de fraie et d'alimentation des jeunes qui a le plus d'importance pour la survie des populations, plus que les nourriceries d'alevins. Mais selon les résultats de leurs modélisations « les habitats de fraye peuvent être les plus rares en quantité absolue ». L'étendue, mais aussi la profondeur et le profil hypsographique d'un lac influent aussi sur le nombre et la biomasse des brochets.

## Mode de vie
C'est un chasseur habituellement sédentaire et solitaire, mais il vit parfois temporairement en groupe de deux ou trois.
Dans les grands lacs, on le trouve aussi en bancs, surtout quand il s'agit de jeunes sujets. Le brochet peut vivre plus de 20 ans.

## Alimentation
L'alimentation du brochet évolue avec l'âge. Il commence par se nourrir de zooplanctons et d'insectes lorsqu'il est alevin (30 mm). En grandissant, son régime alimentaire intègre des proies de plus en plus grosses. Adulte il consomme principalement diverses espèces de poissons, notamment les espèces les plus communes dans le milieu où il vit. Le grand brochet est néanmoins très opportuniste, et il peut aussi consommer des écrevisses, des amphibiens, des canetons ou des rongeurs. La taille de ses proies peut correspondre à la moitié de sa propre taille. Le cannibalisme n'est pas rare chez le brochet et il peut arriver que les brochetons constituent la majeure partie des proies des gros brochets. En élevage, il peut être réduit par l'isolement des fratries.
Il a été longtemps considéré comme un monstre vorace, depuis qu'on peut le filmer et l'observer dans son milieu, on sait que ce n'est pas toujours vrai. Le brochet est reconnu comme un excellent régulateur des populations de poisson fourrage.
Le brochet chasse principalement en embuscade ; il se camoufle dans les herbes aquatiques ou se confond avec des branchages immergés, et attend qu'une proie passe à sa portée. Son corps élancé n'est pas adapté à de longues poursuites mais bien aux accélérations brusques et en ligne droite. Il lui arrive parfois de s'attaquer aux poissons pris dans les lignes des pêcheurs.

## Vision
Esox lucius est un prédateur qui chasse principalement à vue, mais qui dispose aussi d'autres sens très développés, car on le trouve parfois aussi dans des eaux très turbides (dans certains canaux eutrophes par exemple).
Son œil a fait l'objet d'études anatomiques fines (microscopie optique et électronique) concernant notamment :
- l'ultra-structure de l'épithélium pigmentaire rétinien : Il est composé d'une couche unique de grosses cellules épithéliales, toutes riches en mitochondries, réticulum endoplasmique lisse, corps myéloïdes, phagosomes et pigments granuleux. Selon C.R. Braekevelt (1974), « le réticulum endoplasmique hérissé et les ribosomes sont rares. La bordure sclérale ou basale de la cellule épithéliale n'est pas repliée en dedans, alors que la surface vitréale ou apicale montre plusieurs fins procès allongés qui entourent les segments internes et externes des photorécepteurs »[13] ;
- la membrane de Bruch, épaisse de 3,5  à   4 μm. Elle est formée d'une triple couche, avec la lamina lucida de l'épithélium pigmentaire (formant la couche interne) puis une couche intermédiaire, la lamina densa, formée de fragiles fibrilles, puis une couche externe, la Lamina fibro-reticularis (en), qui est la lamina basale de l'endothélium de choriocapillaires[13] ;
- les choriocapillaires[13] ; leur paroi endothéliale borde la membrane de Bruch ; elle est mince et « non fénestrée ». Le cytoplasme endothélial contient de nombreuses vésicules[13]. Selon Braekevelt (1974), cette zone de l’œil présente une morphologie différente de celles décrites chez tous les autres vertébrés[13].

## Reproduction
Le brochet est une espèce phytophile dont le frai survient de février à avril dans une eau dont la température est comprise entre 5 et 12 °C. La femelle pond entre 15 000  et   20 000 œufs par kilogramme de son poids (entre 3 000  et   600 000 œufs). Aucun nid n'est construit ; les œufs semblent éparpillés au hasard dans des herbiers situés près des berges. Une grosse femelle est fécondée par un ou deux mâles plus petits qu'elle.
Les œufs sont ambre clair de 2,5  à   3,0 mm et se fixent à la végétation. Comme chez la plupart des poissons pondant un grand nombre d'œufs sans ensuite les protéger, la très grande majorité de ces œufs mourront desséchés ou mangés par d'autres animaux. Une étude a ainsi estimé la fécondité potentielle et quantifié la survie entre l'œuf et les juvéniles de l'année en sortie de frayère (« survie œufs–juvéniles ») ; cette étude a été faite dans le milieu naturel d'une part (en 1975) et en situation de niveau contrôlé des eaux d'autre part (en 1976). Dans le premier cas 3 393 juvéniles 0+ ont survécu à partir d'environ 9 210 900 œufs estimés pondus par 404 femelles. 0,037 % des œufs ont donné un brocheton d'un an. Dans le second cas, 34 062 juvéniles 0+ ont survécu (issus d'environ 8 536 800 œufs estimés pondus par 310 femelles, soit un taux de survie nettement meilleur de 0,399 % (sans doute en partie dû au contrôle de l'eau et à une crue plus forte l'année de l'expérience). Les auteurs ont noté que les alevins nés dans ces deux cas  (1975 et 1976) ont été plus nombreux que la moyenne, « suggérant que la fécondité potentielle et la production de juvéniles 0+ sur les frayères ne sont pas les seuls facteurs qui déterminent l'importance du recrutement chez cette espèce ».
La croissance de l'alevin et du brocheton est rapide, lui permettant d'atteindre 30 cm en fin de sa première année, 50 cm à la fin de sa seconde, puis 10 cm par an jusqu'à 100 cm, en cas de croissance normale. Chez le brochet, le muscle créé correspond à 17 % de la nourriture ingérée : ainsi, si un brochet ingurgite 100 g de nourriture, 17 g de muscle seront fabriqués.
Les spécificités de la reproduction du brochet le rendent vulnérable à la régression des zones humides et à la pollution des zones inondables où il pond. Ce poisson recherche des herbiers situés entre 0,2  et   0,8 m de profondeur, qui doivent rester immergés durant la période de frai. Le marnage important et le manque d'herbiers au niveau des lacs de barrage entraînent des difficultés pour le brochet. Ainsi des rempoissonnements sont annuellement ou périodiquement effectués par des sociétés de pêche.
Les lieux de fraie de ce poisson ont beaucoup décliné depuis la révolution industrielle en raison de l’artificialisation des cours d'eau, du drainage ou de la pollution des zones humides (le brochet comme tous les poissons est mortellement sensible à de nombreux pesticides), souvent sans solution alternative.
La restauration de frayères par les pêcheurs ou d'autres acteurs est un pis-aller ; le retour du castor dans les petites rivières et ruisseaux (où il fait volontiers des barrages) pourrait être favorable au frai du grand brochet et à une bonne croissance de ses alevins. Le castor nord-américain et le castor eurasiatique vivaient autrefois dans la plupart des cours d'eau des zones froides et tempérées de tout l'hémisphère nord et même dans les petits cours d'eau de certains déserts (au Nouveau-Mexique et en Arizona par exemple). Ces deux espèces reconstituent depuis quelques décennies des populations respectivement en Amérique du Nord et en Europe. De nombreuses études scientifiques ont montré l'intérêt des barrages de castors pour de nombreuses espèces de poissons et d'autres espèces aquatiques (qui sont des proies pour le brochet et d'autres poissons carnivores). Là où le castor ne fait pas de barrage, il lui arrive fréquemment de creuser de petits canaux dans les milieux herbacés, canaux qui peuvent aussi être exploités par les poissons (dont pour le frai).

## Évaluation quantitative des populations
Évaluer le nombre de brochets et la dynamique de population de l'espèce dans les eaux turbides n'est pas aisé ; il faut alors faire appel à des techniques de pêche électrique ou de capture-marquage-recapture.
En revanche des observateurs expérimentés peuvent produire des comptages assez précis dans les eaux très claires et pauvres en caches. Ainsi, en Alberta, une expérience d'échantillonnage systématique (de deux jours chacun) de grands brochets d'un an ou plus a été faite (en cinq séquences) en été (juin, juillet, août) dans un petit lac méromictique profond et très clair (le lac Roi, qui a une forme de grand bassin). L'estimation finale combinée a donné dans ce cas 180 ± 39 grands brochets (soit environ 23 brochets par hectare de surface de lac). Une observation subaquatique a évalué la distribution des brochets selon la profondeur et leur réponse à la présence d'un observateur. Dans ce cas, les grands brochets privilégiaient les zones de moins d'un mètre de profondeur (la méthode d'échantillonnage stratifié est donc pertinente). Les résultats de comptages variaient peu selon l'observateur et n'étaient entachés que de 4 % d'erreur de précision.

## Pêche

### Pêche commerciale
Il est soumis à une certaine pêche commerciale dans plusieurs provinces canadiennes bien qu'il ne soit pas l'espèce directement visée par ces pêches.

### Pêche sportive

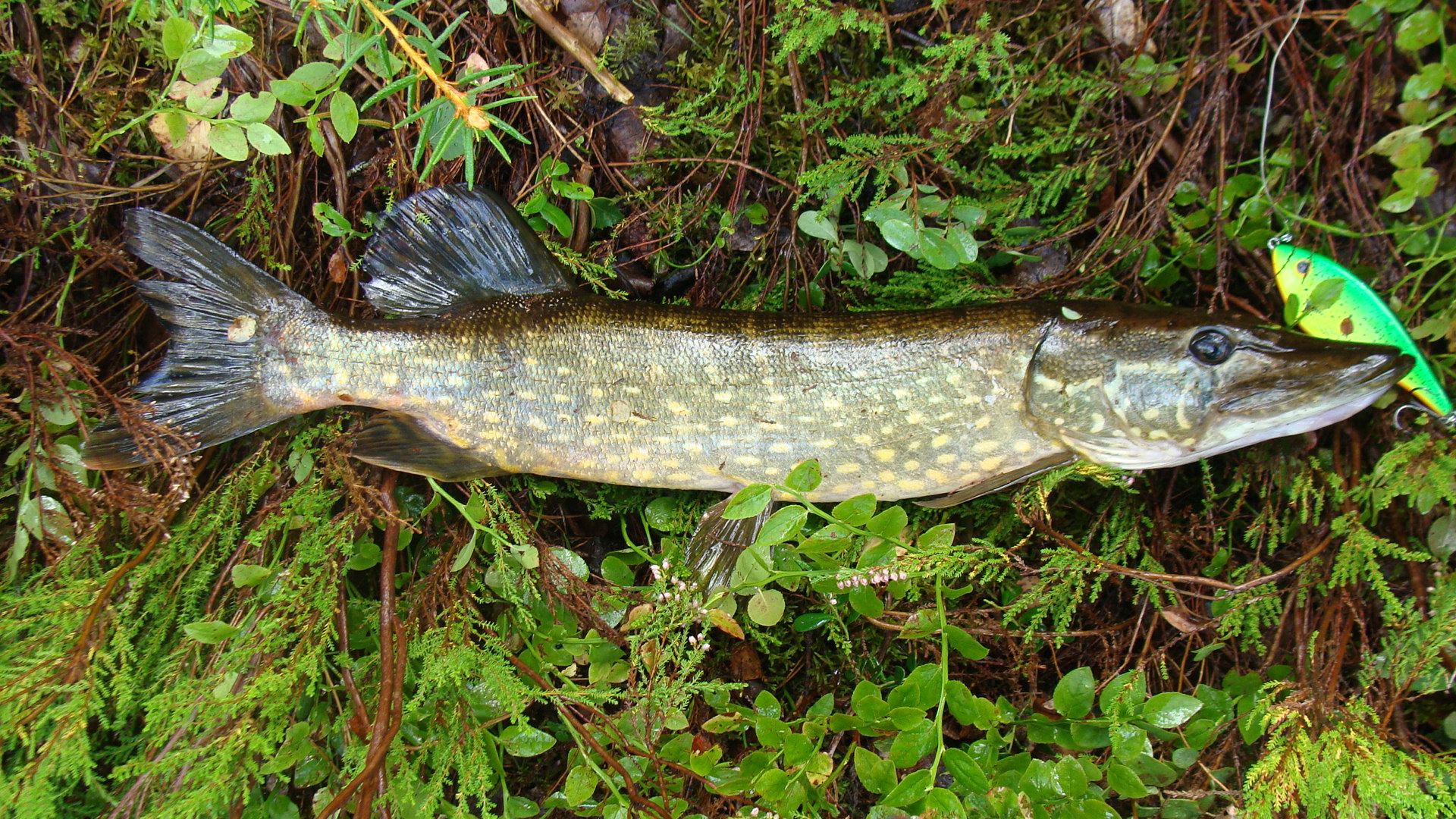
Brochet capturé au jerkbait.

Le brochet est une des grandes espèces de poissons, considéré comme le roi des lacs et rivières qu'il fréquente.
Sa taille et ses « combats » parfois spectaculaires en eau douce font qu'il est recherché par les pratiquants de la pêche sportive en rivière ou en lacs. Les petits spécimens (moins de 60 cm) sont relativement faciles à prendre là où le brochet abonde. Les gros spécimens représentent un réel défi.

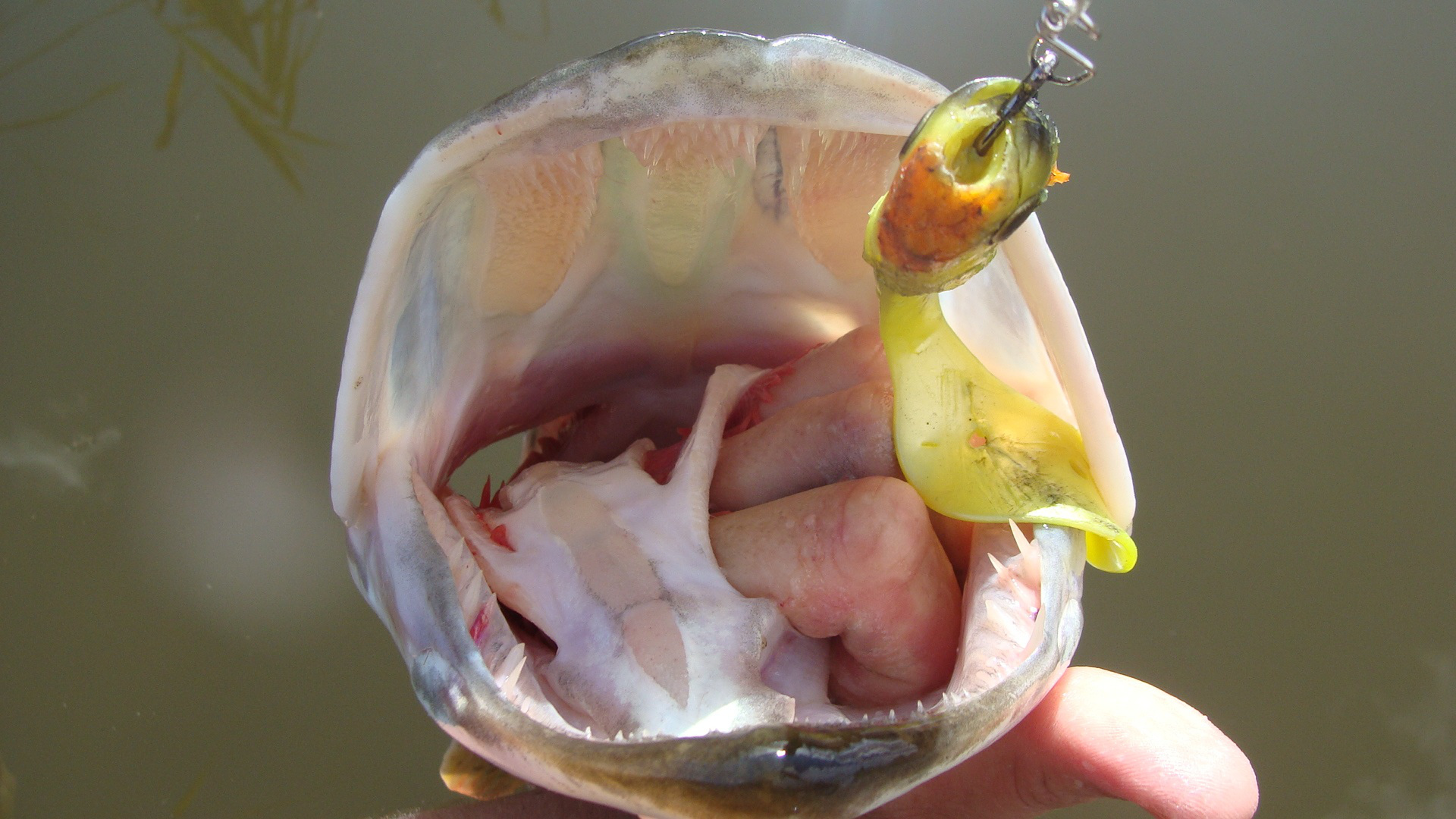
La bouche du brochet est tapissée de plus de 700 dents, d'où l'utilisation de bas de ligne adéquats.

Ses dents étant très coupantes, le fil de nylon utilisé pour sa pêche est facilement sectionné, c'est pourquoi il faut avoir recours à un bas de ligne d'au moins 20 cm en crinelle d'acier, tresse ou fluorocarbone. Il se pêche au vif mais bon nombre de pêcheurs préfèrent aujourd'hui des techniques moins meurtrières tant pour les vifs que pour les brochets qui ont tendance à engamer l'esche profondément. Ainsi, beaucoup de pêcheurs lui préfèrent le maniement de divers leurres dont le poisson nageur, le leurre souple ou la cuillère, dont la récupération lors du maniement permet d'hameçonner les brochets le plus souvent sur l'extérieur de la gueule, facilitant la remise à l'eau des captures. Certains pêcheurs le pêchent à la mouche. Les mouches de grandes tailles ou imitant un petit poisson utilisées sont alors appelées streamers.

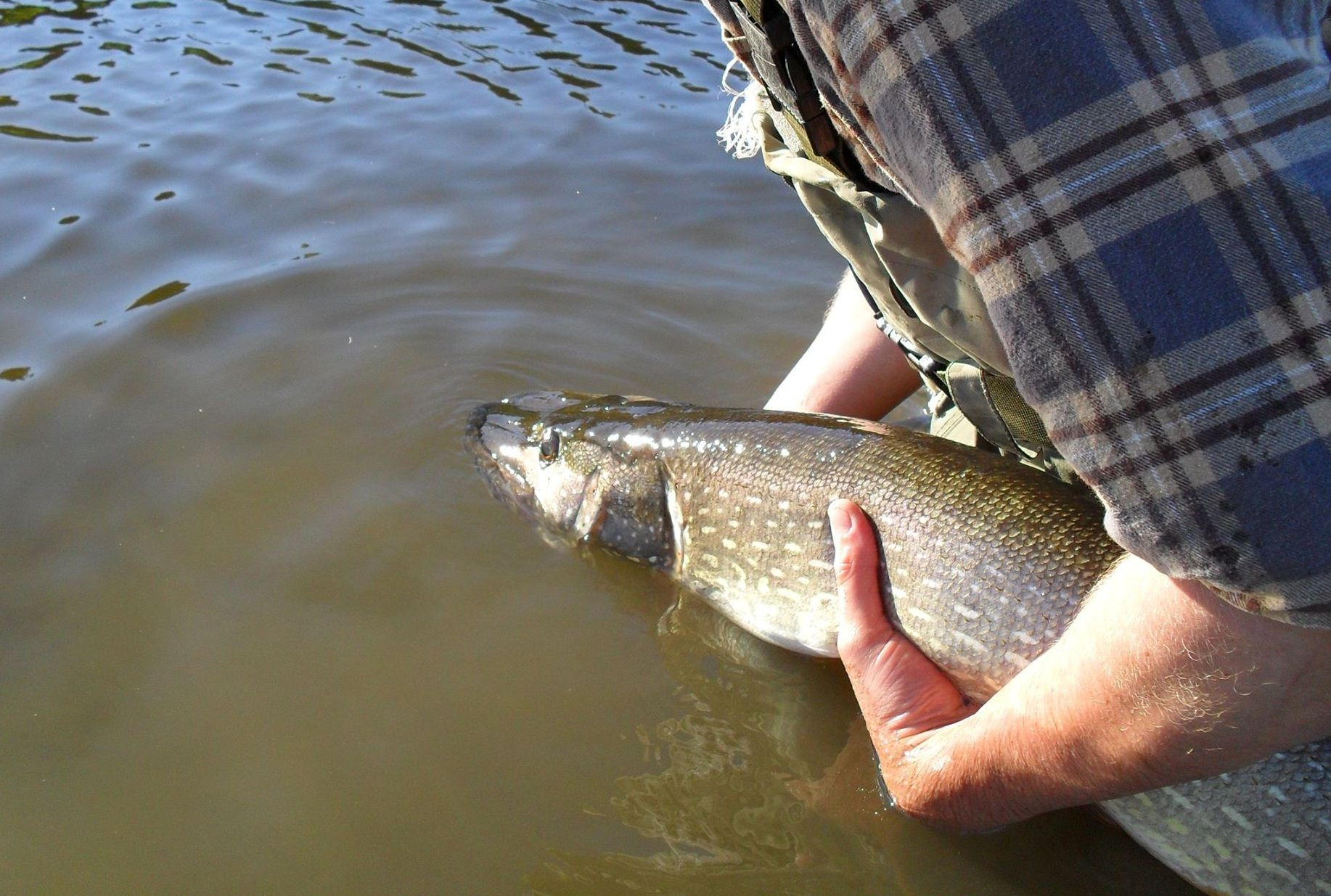
Remise à l'eau d'un brochet de 94 cm.

Il est conseillé de relâcher les petits brochets (moins de 65 cm) mais aussi les plus gros poissons (plus de 90 cm). Les individus les plus petits n'ont pas beaucoup de chair mais beaucoup d'arêtes, tandis que la chair des brochets les plus gros, qui sont les plus âgés, a la réputation d'avoir une faible valeur gastronomique (en plus d'avoir accumulé une plus forte concentration de polluants). Plus important, les plus gros individus dans les populations sont des femelles et plus ces brochets sont gros, plus ils produisent d'œufs et, de ce fait, contribuent au maintien des populations.

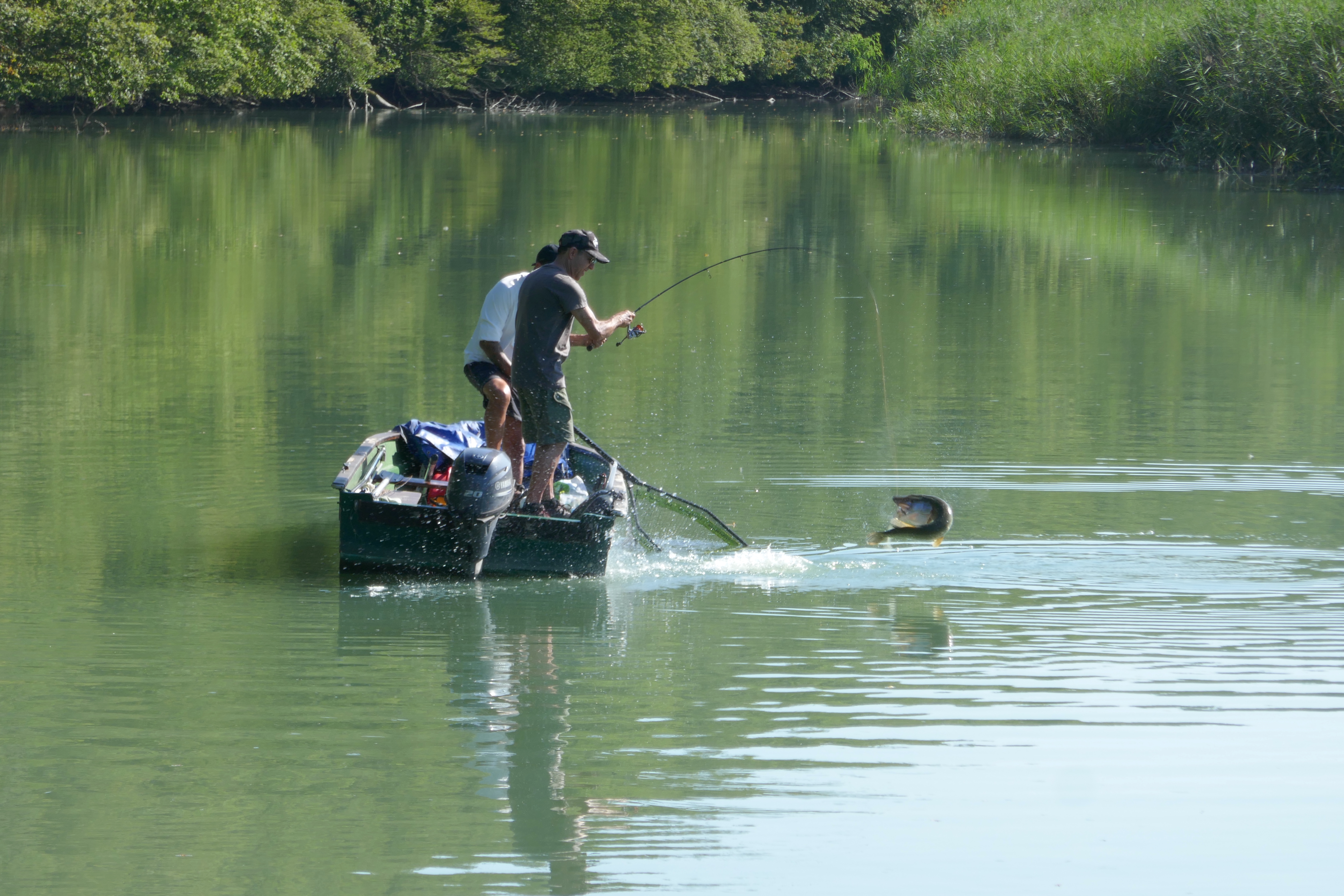
Brochet dans le Rhône, canton de Genève.

Pour maximiser les chances de survie des poissons relâchés, il est préférable de toujours prendre avec soi une pince pliante à long cou et une pince coupante à long cou, afin de pouvoir décrocher les hameçons logés dans le fond de la gueule du poisson et de couper ceux qui sont logés dans les branchies. De même, l'utilisation d'un bâillon pour ouvrir la gueule du brochet est déconseillée car peut causer d'importants dommages, notamment sur les plus petits individus. Les poissons doivent être sortis le moins possible de l'eau, surtout en été et après un long combat. La remise à l'eau doit comporter des va-et-vient en tenant le poisson par la queue, face au courant, afin de faciliter le passage d'eau dans les branchies. Lorsque le poisson part de lui-même, la remise à l'eau est achevée.
Certains pêcheurs considèrent en revanche le brochet comme un animal « nuisible » parce qu'il est perçu, souvent à tort, comme une menace envers les populations de poissons ciblés. C'est notamment le cas des pêcheurs de sandre en Europe ou encore doré au Canada, qui ne voient en lui qu'un compétiteur de ces percidés. Cependant, une étude canadienne a montré en 2006 que le brochet et le doré recherchent et occupent des niches écologiques différentes.

## Statuts et protections
Le brochet est une espèce partiellement protégée en France.

## Écotoxicologie
Le brochet concentre et retient au fil du temps les polluants persistants (c'est-à-dire peu dégradables ou non dégradables) accumulés par les proies qu'il consomme (on parle de bioconcentration).
En tant que superprédateur pouvant vivre plusieurs années et atteindre une grande taille, il est considéré comme un poisson fortement bioaccumulateur. Il peut notamment bioaccumuler certains métaux lourds dont le plomb, le cadmium et le mercure et l'une de ses formes les plus toxiques, le méthylmercure. Il accumule aussi le sélénium, divers métalloïdes et certains  radionucléides là où il y est exposé. Il peut aussi bioaccumuler d'autres polluants tels que des pesticides, PCB, furanes, TCDD, dioxines et autres.
Le mercure constitue l'un des contaminants les plus préoccupants de la chair des poissons prédateurs. 
Des chercheurs ont voulu savoir quels organes étaient les plus touchés, et si dans une eau propre le brochet pouvait s'en libérer. Aussi, à titre expérimental des grands brochet très contaminés par du mercure du lac Clay (Ontario), ont été prélevés et transportés dans un autre lac contenant lui très peu de mercure (le lac Heming dans le Manitoba). Après le transfert, le sérum sanguin des poissons transplantés s'est rapproché de celui des brochets natifs du lac non contaminé, par contre la décroissance du taux de mercure du muscle et de divers organe a été faible et lente : les analyses de biopsies de muscle faites lors du transfert puis les mois suivants lors de plusieurs recaptures ont montré que seul 30 % du méthylmercure avait disparu du muscle après un an. Et dans le même temps, la répartition du mercure total analysée dans plusieurs tissus n'a pratiquement pas changé ; les organes les plus contaminés étant (avant et après le transfert et par ordre décroissant) le cristallin, le rein et le foie, alors que les analyses de sang montraient que le sérum sanguin avait nettement changé (« particulièrement sous le rapport phosphate inorganique, protéine totale, phosphatase alcaline, et cortisol »). 
Une autre étude, menée en 1993, a porté sur les effets du mercure chez les brochets de l'Oder. Des tissus de ces brochets (muscle, reins, foie) ont été analysés et comparés aux taux de l'eau et du sédiment : le sédiment contenait de 0,03  à   1,1 mg de mercure par kg de sédiment sec. Le muscle de brochet en contenait lui de 0,22  à   0,85 mg/kg en poids humide. Des effets adverses ont été mis en évidence sur les macrophages de trois organes (foie, rate et reins), avec des corrélations positives entre le mercure et la réponse macrophagique (MC) pour chacun de ces organes, ce qui a fait conclure aux auteurs que chez le brochet, la réponse MC est un biomarqueur pertinent de la dégradation de la santé des poissons exposés au mercure.
Le brochet étant relativement sédentaire, il a été testé en Suède dès les années 1960 comme bioindicateur de pollution des milieux aquatiques par le mercure (et le méthylmercure, car ce dernier s'accumule plus facilement que le mercure dans le muscle [chair] des poissons carnivores). En Suède, dans les zones concernées par l'étude, le facteur de concentration (de l'eau au brochet) était d'environ 3 000 ou plus. 
Cette étude a permis d'évaluer la quantité moyenne de mercure contenue par kg de brochet selon les zones étudiées et de faire des comparaison géographique, qui ont confirmé la responsabilité des pollutions industrielles par le mercure (les brochets pêchés en aval des zones industrielles contiennent nettement plus de mercure que ceux échantillonnés en amont ; cependant des indices forts plaident aussi en faveur d'une source atmosphérique plus diffuse ; les auteurs ont conclu que « dans de nombreux domaines, des activités anthropiques ont augmenté la teneur environnementale du mercure bien au-delà des taux naturels », contaminant toute la chaine alimentaire aquatique). Ce type d'étude apporte aussi des informations utiles sur le risque d'exposition des consommateurs selon la provenance du poisson.
Pour ces raisons, la pêche du brochet peut être interdite dans certains plans d'eau et sa détention ou commercialisation prohibée.

## Génétique
Malgré une aire de répartition très large, les populations de brochet montrent en général un faible niveau de polymorphisme et de divergence génétique.

## Illustrations complémentaires

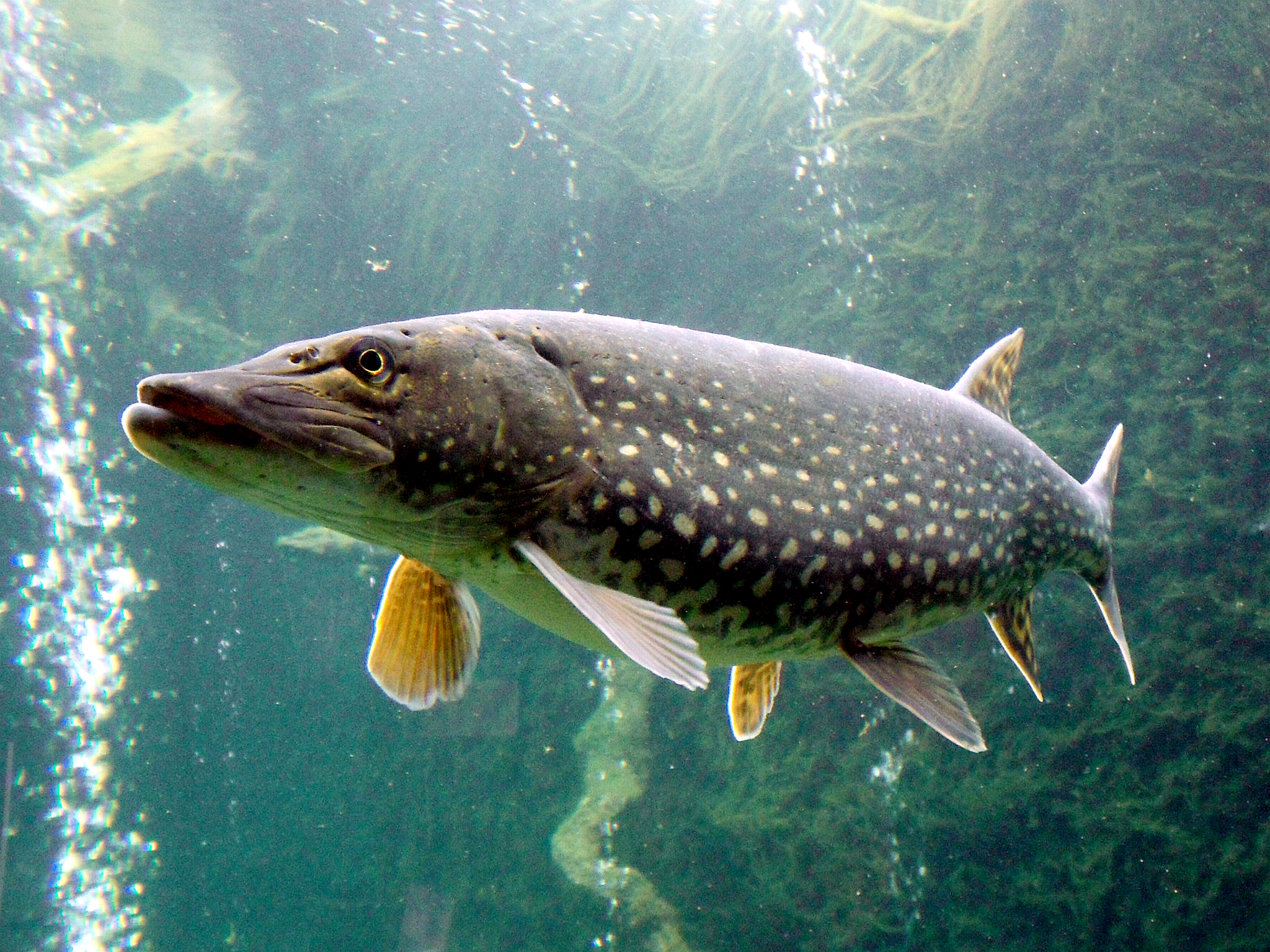
Spécimen de grand brochet dans un aquarium.